# Paolina Loredano
Paolina Loredano, död 10 april 1660, var en dogaressa av Venedig, gift med Venedigs doge Carlo Contarini (regerade 1655–1656).
Hon var dotter till Lorenzo Loredano och gifte sig med Carlo Contarini år 1600. Som dogaressa är hon känd för sitt beslut att aldrig delta i någon offentlig representation eftersom hon, som beskrivs som ovanligt fetlagd och oattraktiv, var rädd för att bli karikerad och hånad för sitt utseendes skull. Liksom sin make gynnade hon Kyrkan och fick ett personligt erkännande för detta när hon jämsides med honom fick ett minnesmärke i form av en byst på kyrkan San Vidal skulpterad av Guiseppe Guoccola.